# Achilles

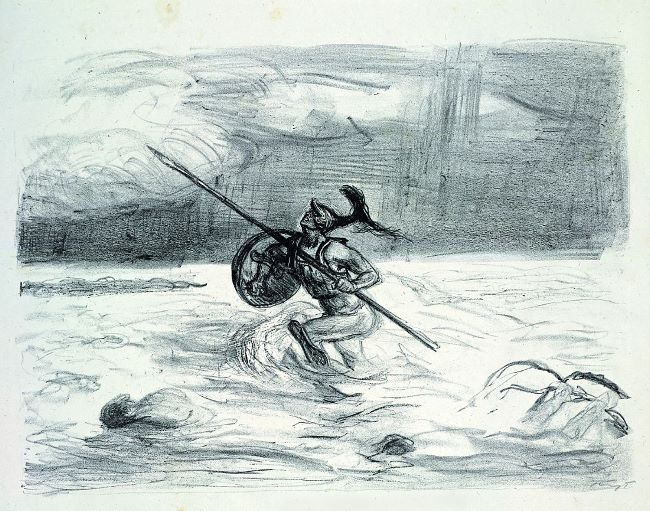
Tematická kresba Achill od Maxe Slevogta

Achilleus (řecky Ἀχιλλεύς) nebo Achilles (z latinské varianty Achillēs) je postava z řecké mytologie. Proslavil se zejména účastí v trójské válce, v níž byl podle podání v Homérově Iliadě jednou z centrálních postav a nejlepším válečníkem. 
Achilles je syn bohyně Thetis a krále Pélea a vychován byl kentaurem Cheirónem. Zabil nejudatnějšího obránce Tróji Hektóra, a tím pomstil smrt svého věrného druha Patrokla. Sám však zemřel brzy poté zásahem Paridova šípu do své paty, která byla jeho jediným zranitelným místem.

## Mytologický příběh
O jeho matku, mořskou bohyni Thetis, se dříve ucházel sám bůh Zeus, avšak zalekl se věštby, že její syn bude mocnější než otec. Ustoupil tedy smrtelníkovi a věštba se vyplnila. Péleův syn byl nejudatnějším a nejúspěšnějším bojovníkem pod hradbami Tróje.
Matka ho po narození podle jedné verze pověsti koupala v podsvětní řece Styx, podle druhé verze ho potírala ambrózií a zakalovala nad ohněm. Při zakalování ji však přistihl Péleus, Thetis Achilla vyděšena upustila a Péleus ji vyhnal. Proto zůstala pata, za kterou ho Thetis držela, jediným zranitelným místem (známá Achillova pata), Péleus jí nechtěným vyrušením zabránil zakalování dokončit.
Achillovým vychovatelem se stal moudrý kentaur Cheirón. Když dospěl, nepodařilo se Thetidě uchránit ho před trojskou válkou. Thetis ho ukryla do ženského chrámu, kde ho převlečeného za ženu skrývala, protože dle věštby měl její syn žít buď úžasný, ale krátký život hrdiny, nebo dlouhý a spokojený život průměrného vladaře. Jako matka si samozřejmě přála pro syna delší život. Pro Achilla byl vyslán král Odysseus, který provedl jeden ze svých pověstných kousků, které mu vynesly pověst nejmazanějšího muže tehdejšího světa. Aby poznal, která z dívek je Achilles (všechny měly roušky zakrývající obličej a dlouhé splývavé šaty), nechal na zem vysypat šperky a mezi ně pohodil meč. Když si dívky prohlížely šperky, na nádvoří zařinčeli jeho zbrojnoši zbraněmi a „dívka“, která se jediná vrhla po meči, byl samozřejmě Achilles. Odysseus ho poté přesvědčil, že život hrdiny, i když krátký, je lepší než dlouhá léta života bez slávy. Achilles se k němu přidal a Thetis, když viděla, že si její syn vybral osudovou volbu sám, pro něj nechala ukovat nejskvělejší zbroj u zbrojíře bohů, Hefaista.
Devět let Achilles udatně bojoval v čele achájského vojska, než mu Agamemnón ze závisti odňal jeho oblíbenou zajatkyni Bríseovnu, která byla sestřenkou Párida a Hektóra. Achilles se přestal zúčastňovat bitev a Trójané začali vítězit. Jeho přítel Patroklos nemohl unést porážku Řeků a vyžádal si od Achilla jeho zbroj s tím, že bude předstírat, že bojovné Myrmidony Achilles sám vede do boje. To se Patroklovi stalo osudným, v boji se střetl s Hektorem, který ho zabil. Hektor zklamaně zjistil, že jeho protivníkem nebyl Achilles, nicméně právem vítěze si vzal Achillovu zbroj. Teprve po Patroklově smrti se Achilles vrátil na bitevní pole, jeho matka mu narychlo nechala ukovat Hefaistem přes noc novou zbroj, a v souboji hlavního trójského hrdinu Hektora porazil. Zanedlouho poté vycítil, že jej bohové volají k sobě, a šťastný (ze své nesmrtelnosti v činech) odešel na poslední souboj. Zde ho Paris, zbaběle schovaný ve křoví, podle trefil šípem do paty: Rána byla tak hluboká, že tomuto zranění paty na místě podlehl. Došlo k tomu ve chvíli, kdy chtěl Ainea (podle věštby budoucího krále Tróje) zasáhnout kopím, ale v tu chvíli klopýtl, což se mu stalo osudným. To se událo při útoku na Tróju, kdy už Řekové téměř vnikli do města. Achilles tak naplnil proroctví, že Tróju nedobude, a padl před jejími hradbami. Po jeho zabití Řekové v panice ustoupili. Na Achillově pohřbu spáchala Bríseovna sebevraždu, jelikož bez něj nemohla žít a nechtěla si vzít jeho syna Neoptolema, jak jí Achilles nabídl.
Achilles byl brzy pomstěn thessalským králem Filoktétem, jenž trefil Parida Herakleovými (Herkulovými) šípy do oka. Parida, který se dobelhal do paláce, Helena odmítla ošetřit, a když ho jeho bratři chtěli přenést, spadl jim na zem a šíp se mu zarazil hluboko do hlavy, načež zemřel.
Pověstný byl také válečný vůz, který Achilles řídil, tažený nesmrtelnými koňmi, které jeho otci darovali bohové k svatbě s bohyní Thetis.

## Trója
Trója byla objevena Heinrichem Schliemannem v pahorku Hissarlik na území dnešního Turecka roku 1871.